# 水平対向12気筒

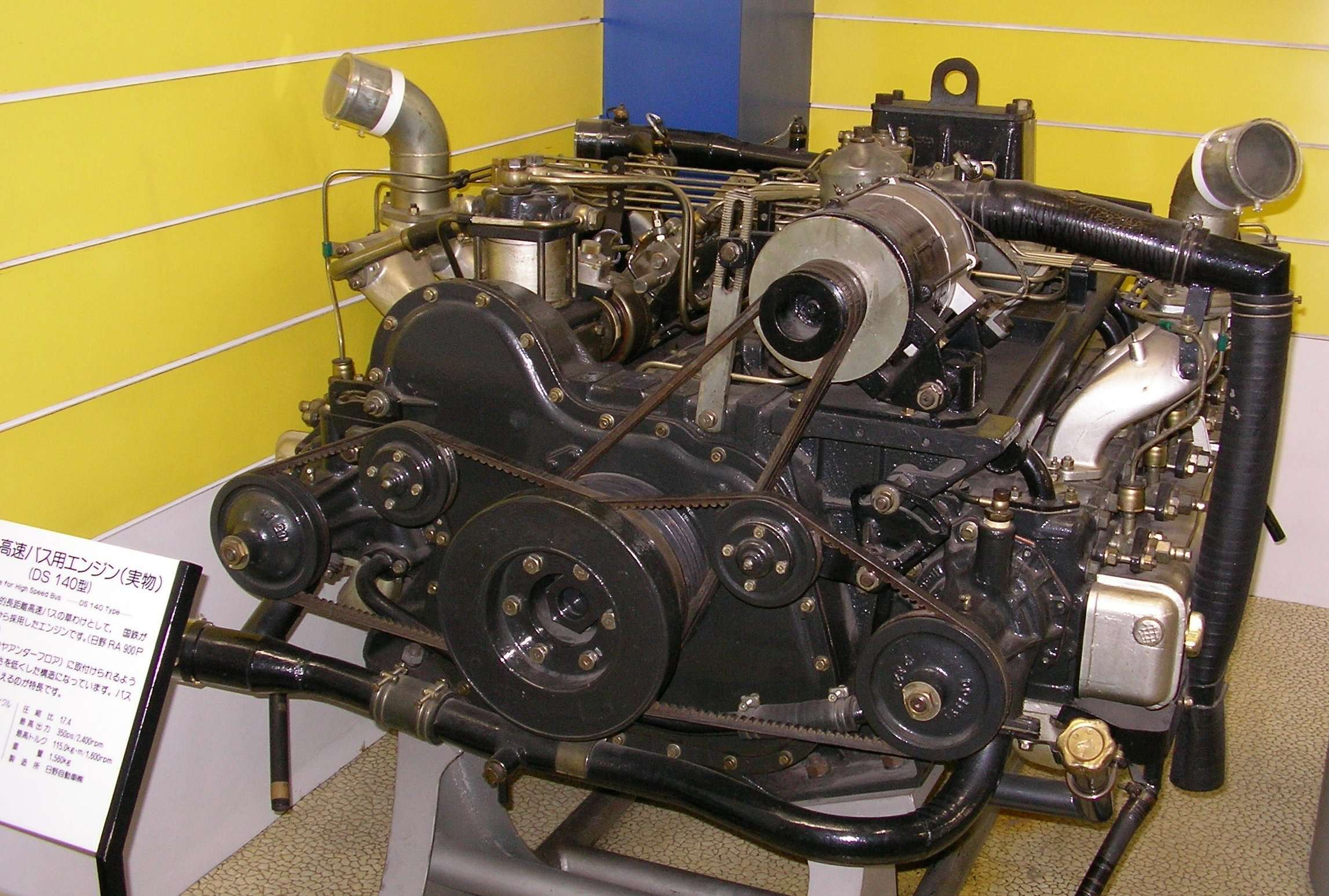
日野DS140型エンジン。日野RA900Pに搭載された。(旧・交通博物館所蔵品、現在は鉄道博物館にて展示)

水平対向12気筒（すいへいたいこうじゅうにきとう）はレシプロエンジン等のシリンダー配列形式の一つで、12個のシリンダーが6個ずつ水平に対向して配置されている形式である。当記事では専らピストン式内燃機関のそれについて述べる。
世界的には180°V型エンジンも含めてフラット12(Flat-Twelve)と呼ばれ、F12と略されることもあるが、狭義の水平対向12気筒はボクサー12(Boxer-12)と呼ばれ、これはB12と略される場合もある。（詳細は後述）

## 概要
水平対向12気筒はバンク角180°以外のV型12気筒よりも幅が広く、全高をかなり低く製造できる。そのため、180°以外のV型12気筒よりもエンジンの重心はかなり低くなるが、実際にはエキゾーストマニホールドを始めとする排気系をエンジン下側に配置することが多く、これにより搭載位置が高められてしまい、必ずしも低重心であることが生かせない。自動車では180°以外のV型12気筒はエンジン搭載位置によらず後輪駆動車全般に搭載例が見られるが、180°V型12気筒はエンジン幅の広さと排気系統のスペースの制約が大きいため、フロントエンジンの車両では用いられない。しかもエンジンの振動に関しては、いかなるバンク角のV型エンジンでも片バンクの6気筒のみで一次振動・二次振動・偶力振動とも釣り合いが取れるため、たとえボクサーエンジン（後述）であってもV型に比較して明確な利点があるわけではないため、一般市販車両ではほとんどフラット12気筒エンジンが用いられることはない。
同様のシリンダー配置でも、クランクシャフトの位相によりフラット12エンジンは2種類に分類される。狭義の水平対向エンジンは対向シリンダー間で180°のクランクピン（Crankpin）位相角を持ち、2組のピストンとコンロッドの軸対称的な動作でお互いに振動を打ち消しあうものであり、ボクサーエンジンとも呼ばれる。これに対し、対向するシリンダー間でクランクピンを共有し、2組のピストンがほぼ一定の間隔を保ったまま動作するものは180°V型エンジンと呼ばれ、広義の水平対向エンジンに含まれることもある。
ボクサー型12気筒と180°V型12気筒とはクランクシャフトが最大の相違点であり、外見から区別することはほぼ不可能である。
しかし、他の気筒数に比べると、フラット12エンジンでは180°V型がほとんどである。理由は、ボクサー型は左右バンクのクランクピンが共用できないためピンの間にはウェブが必要で、その分だけクランクシャフトが長くなり、エンジンサイズが大型化すること、さらに前述のとおり、12気筒であれば、左右バンクともに直列6気筒となるため、振動も問題とならないことによる。

## レース用エンジン
自動車競技では、フラット12（180°V型12気筒）エンジンは主にF1カーや耐久レースの参加車両に用いられていたが、1970年代後半にシャシ底面の地面効果によりダウンフォースを得る設計のウイングカー(グランド・エフェクトカー)が登場すると、シャシ底面に多大なスペースを必要とし、地面効果の気流を妨げるフラット12エンジンは時代遅れと見なされるようになり、レースの世界からも姿を消していくようになった。
F1でフラット12が活躍したのは1960年代中盤で、フェラーリは1.5 L規定の最後の時代である1964年から1965年に掛けて、フェラーリ・1512F1に180°V型12気筒）を使用したが、1966年のF1レギュレーションで排気量が最大3,0 Lに拡大されると、新マシンのフェラーリ・312には、フェラーリの原点ともいえるV型12気筒に回帰した。
1969年にポルシェが耐久レースに投入したポルシェ・917は空冷フラット12を搭載していた。このエンジンはポルシェ・908で用いられた水平対向8気筒エンジンの発展型であるが、クランクシャフトは180°V型が用いられた。
このエンジンとポルシェ・917は当時の耐久レースで大きく活躍し、後のフェラーリのF1エンジン開発にも影響を及ぼす事になった。当時、フェラーリが耐久レースに投入していたV型12気筒のフェラーリ・512は最後までポルシェ・917に苦戦を強いられ続けたからである。1970年、フェラーリはF1に水冷3.0 L 180°V型12気筒エンジン)を搭載したフェラーリ・312Bを投入。1980年のフェラーリ・312T5まで約10年間、フラット12でF1世界選手権を戦い抜くことになった。
フェラーリの水冷3.0 L 180°V型12気筒は何度も選手権を制する成功作となり、後にアルファロメオも鬼才カルロ・キティ率いるアウトデルタの設計で1973年にグループ6にアルファ・ロメオ・ティーポ33/TT12を投入。1976年にはアルファ・ロメオ・33SC12を送り出し、このエンジンをブラバムに供給するかたちでF1復帰を果たすことになる。しかし、同時期の1972年に同じイタリアのテクノが投入したフラット12は全くの失敗作に終わり、テクノはわずか2年でF1から撤退することになった。フェラーリは後に4.4 - 5.0 Lの排気量の180度V型12気筒）を、フェラーリ・365GT4BBやフェラーリ・テスタロッサに搭載して市販した。
アウトデルタでアルファ・ロメオの水平対向12気筒エンジン開発に携わったカルロ・キティは、後にモトーリ・モデルニを設立。水平対向エンジンを自社のアイデンティティとしていた富士重工業（現・SUBARU）をパトロンに迎え、1988年に3.5 L水平対向12気筒DOHC60バルブエンジンのSUBARU-M.M.を共同開発。1990年のF1世界選手権にイタリアのコローニに供給するかたちでスバル・コローニとして正式参戦を果たすが、すでに参戦当時には他メーカーのエンジンに比べて性能不足の様相を呈しており、参戦した6戦全て予備予選落ちという悲惨な結果となってしまった。同年、このエンジンはグループCカー（アルバ・AR20）にも搭載され、世界スポーツプロトタイプカー耐久選手権（WSPC）に参戦したが、成績不振から5戦を走っただけでシーズン途中に姿を消した。SUBARU-M.M.は童夢が開発していた日本のスーパーカーのジオット・キャスピタに搭載され市販される計画もあったが、スバルのF1参戦計画があまりにも早期に頓挫したことでこの計画も幻のまま終わった。カルロ・キティは1994年に死去したが、死から5年が経った1999年、スウェーデンのスーパーカーメーカーであるケーニグセグが、キティが生前に残した4.0 L 180°V12エンジンの青図と工作機械、及びパテントをキティの遺族より買い取り、このエンジンを組み立てて自社のスーパーカーであるケーニグセグ・CCのスペシャルバージョン「B12S」に搭載した。これがキティが設計したフラット12エンジンが搭載された最後の車両となった。
1990年代前半、メルセデス・ベンツは自然吸気3.5 Lに統一されるグループCレースに投入する目的でM291エンジンを開発、C291に搭載したが、このM291エンジンは非常に独特であり、3気筒分のシリンダーヘッドとシリンダーブロックが一体化された「モノブロック」を4つ組み合わせて180°V型12気筒とし、クランクシャフトの中間からギアで上方に出力を取り出すセンターアウトプット構造となっていた。シリンダーヘッドのデザインも通常の水平対向エンジンと異なり、エンジン上方に排気ポートを配置し、吸気ポートはヘッド内の2本のカムシャフトの間を通すトップフィードと呼ばれる特殊なものであった。これによりエンジン両側から吸気しエンジン上方に排気する事が可能となり、C291ではコクピットから後のボディ下面を平らで大きなディフューザーとし、ダウンフォースを稼ぐことと低重心化の両立を図ることができた。しかし、この極めて複雑な構造が災いして性能や耐久性が安定せず、公称12,500 rpmで600馬力を発生するこのエンジンは「金曜は600馬力、土曜は500馬力、日曜は400馬力」などと揶揄されることとなった。後にいくどかの改良を行い問題の多くが解決に向かって、C291が1勝を上げることはできたが、その頃にはFIAとACOはレギュレーションの変更を行ったために、同エンジンを搭載する後継のC292がレースを走ることはなく、結局このエンジンは成功することなく終わってしまった。
いずれのエンジンもクランクピン一箇所にピストンが2つ連結されるタイプだったため、“180°バンクのV型12気筒”となり、純粋な水平対向エンジンとは異なる。

## その他

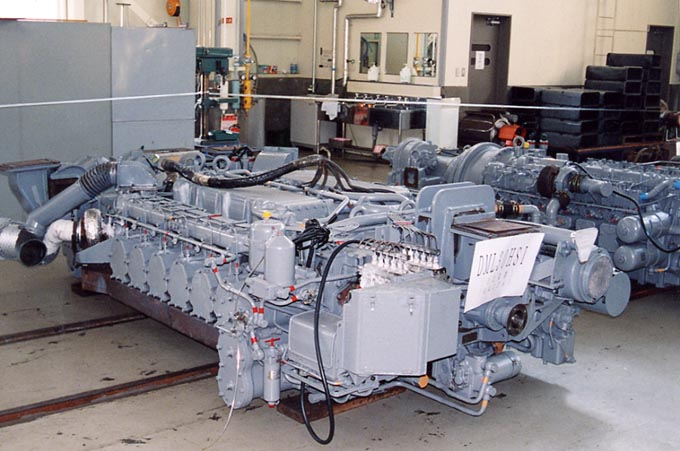
キハ183系用DML30HSI形 (440PS/1600rpm)

レースエンジン以外では、日本の公共交通機関に採用例がある。高速路線バスでは日野自動車のRA100に搭載されたDS120型やRA900Pに搭載されたDS140型が水平対向12気筒ディーゼルエンジンであり、鉄道車両では日本国有鉄道のDML30系エンジンが水平対向（180°V型）12気筒レイアウトであった。これらはJIS規格では水平対向エンジンに分類されている。
軍用車両においては、第二次世界大戦中にイギリスのヘンリー・メドウスがカヴェナンター巡航戦車に水平対向12気筒ガソリンエンジンを搭載しているが、搭載スペースに余裕が無かったため、後部に搭載されたエンジンに対してラジエターと冷却用吸気口が車体前部に搭載されるという特異なレイアウトとなり、後に冷却不足（及び操縦室内の深刻な熱害）という問題を引き起こしてしまうこととなった。結局カヴェナンター巡航戦車はごく少数が北アフリカに送られたものの実戦には参加せず、もっぱら国内で訓練用として用いられたのみであった。